# Carole Kaboud Mebam
Carole Kaboud Mebam, född 17 september 1978, är en friidrottare från Kamerun. Hon deltog vid olympiska sommarspelen 2004 och olympiska sommarspelen 2008.